# Hoplia albisparsa
Hoplia albisparsa är en skalbaggsart som beskrevs av Bates 1887. Hoplia albisparsa ingår i släktet Hoplia och familjen Melolonthidae. Inga underarter finns listade i Catalogue of Life.